# SM화진
SM화진 주식회사(영어: SM HWAJIN)는 SM그룹 계열의 자동차 부품 기업이다.

## 역사 및 현황
1992년 4월 29일에 화진이라는 법인으로 설립되었으며, 2011년 8월 10일에 코스닥 시장에 상장하였다.그러나 2019년 3월, 감사의견 거절로 인해 상장폐지 사유가 발생하였다. 2020년 6월 23일에 상장폐지에 따른 정리매매 개시가 해제되었고, 동년 7월 2일에 상장폐지 되었다. 동년 8월 21일에는 SM그룹에 인수됨에 따라 사명을 SM화진으로 사명을 변경하였다.
2023년 4월에는 장애인 스포츠단을 창단하였다.

## 사업장 현황
- 본사: 경상북도 영천시 도남공단길 16 (도남동)
- 7공장: 경상북도 영천시 영천산단로 155